# Barbara Meyer
Barbara Meyer (* Nacida el 2 de julio de 1956, en Stuttgart, Alemania). Fue una de las principales sospechosas de ser miembro activo de la Fracción del Ejército Rojo. en la década de 1980, fue una de las personas más requeridas con urgencia por los cuerpos de seguridad de la República Federal de Alemania.

## Biografía
Barbara Meyer desapareció en la clandestinidad con su esposo, Horst Ludwig Meyer en 1984. Un año más tarde, la policía alemana descubrió una "casa de seguridad" de la Fracción del Ejército Rojo en Tübingen. En dicha casa, los funcionarios no encontraron a nadie, pero lograron comprobar que el lugar había sido refugio de los terroristas Barbara y Horst Ludwig Meyer, Christoph Seidler, Wolfgang Grams y Eva Haule. Las investigaciones realizadas por la Policía Federal de Alemania (BKA) lograron determinar que la RAF, en la persona de Barbara Meyer, alquilaba apartamentos bajo el nombre de "Gabi Krauss". Barbara Meyer estuvo bajo sospecha en relación con el asesinato del Dr. Ernst Zimmermann. También se sugirió que estuvo involucrada en el robo a un servicio de mensajería de dinero en Tübingen. La Fiscalía General de Alemania, emitió una orden de arresto, sin embargo, su búsqueda resultó infructuosa.
En mayo de 1999, Barbara Meyer se presentó a las autoridades de la Embajada Alemana en Beirut. Manifestó haber estado viviendo desde la segunda mitad de los años ochenta en el Líbano y haberse separado de Horst Ludwig Meyer. Más tarde, conoció a un ciudadano libanés con quien trajo un hijo al mundo.
Debido a que Meyer no había participado directamente en los ataques de la facción del Ejército Rojo y la Fiscalía no pudo probar la acusación de "Pertenencia a una organización terrorista" antes de 1986, la acusación fue considerada extemporánea y el caso fue desechado, en noviembre de 2000.